# Theo von Brockhusen
Theo von Brockhusen (* 16. Juli 1882 in Marggrabowa; † 20. April 1919 in Charlottenburg; eigentlich Theodor Adolf Hillmann von Brockhusen) war ein deutscher Maler, Zeichner und Radierer. Sein zwischen Impressionismus und Expressionismus stehendes Werk umfasst überwiegend Landschaftsbilder.

## Leben

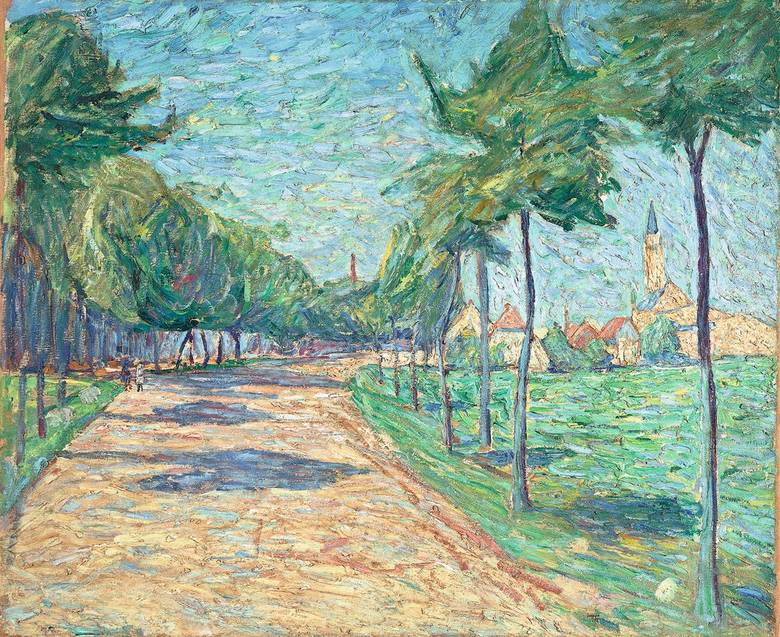
Theo von Brockhusen: Ansicht von Langen (Brandenburg), 1905

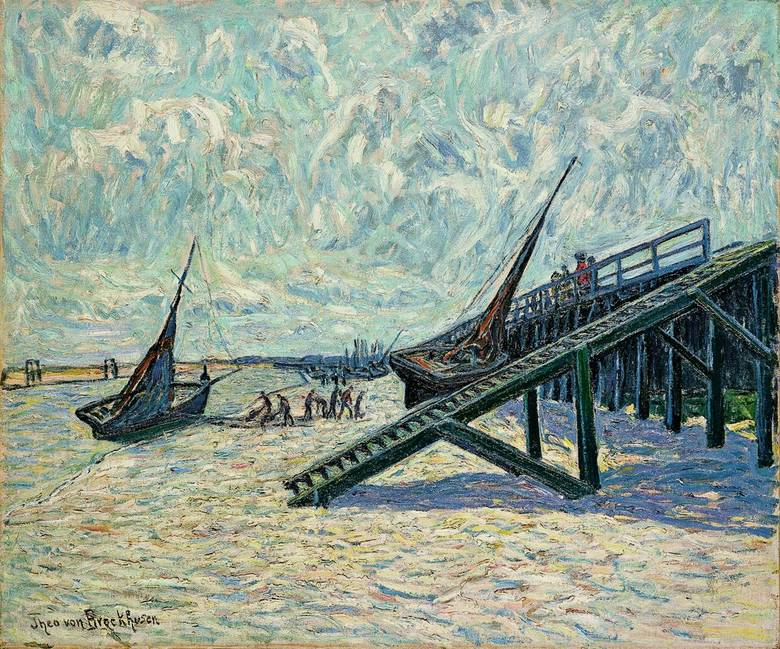
Theo von Brockhusen: Aus Nieuwpoort, 1909

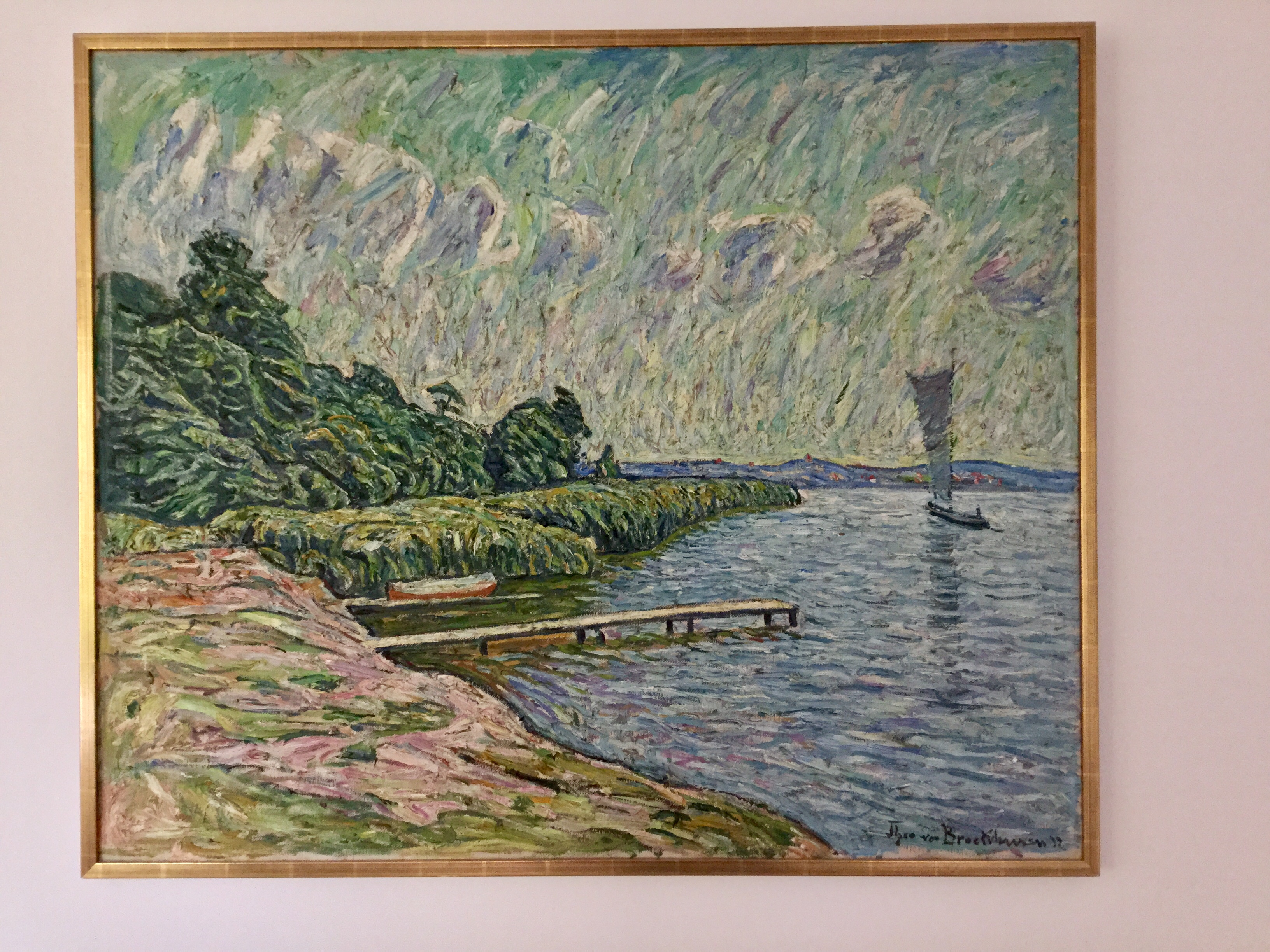
Theo von Brockhusen: Havelsee, 1912

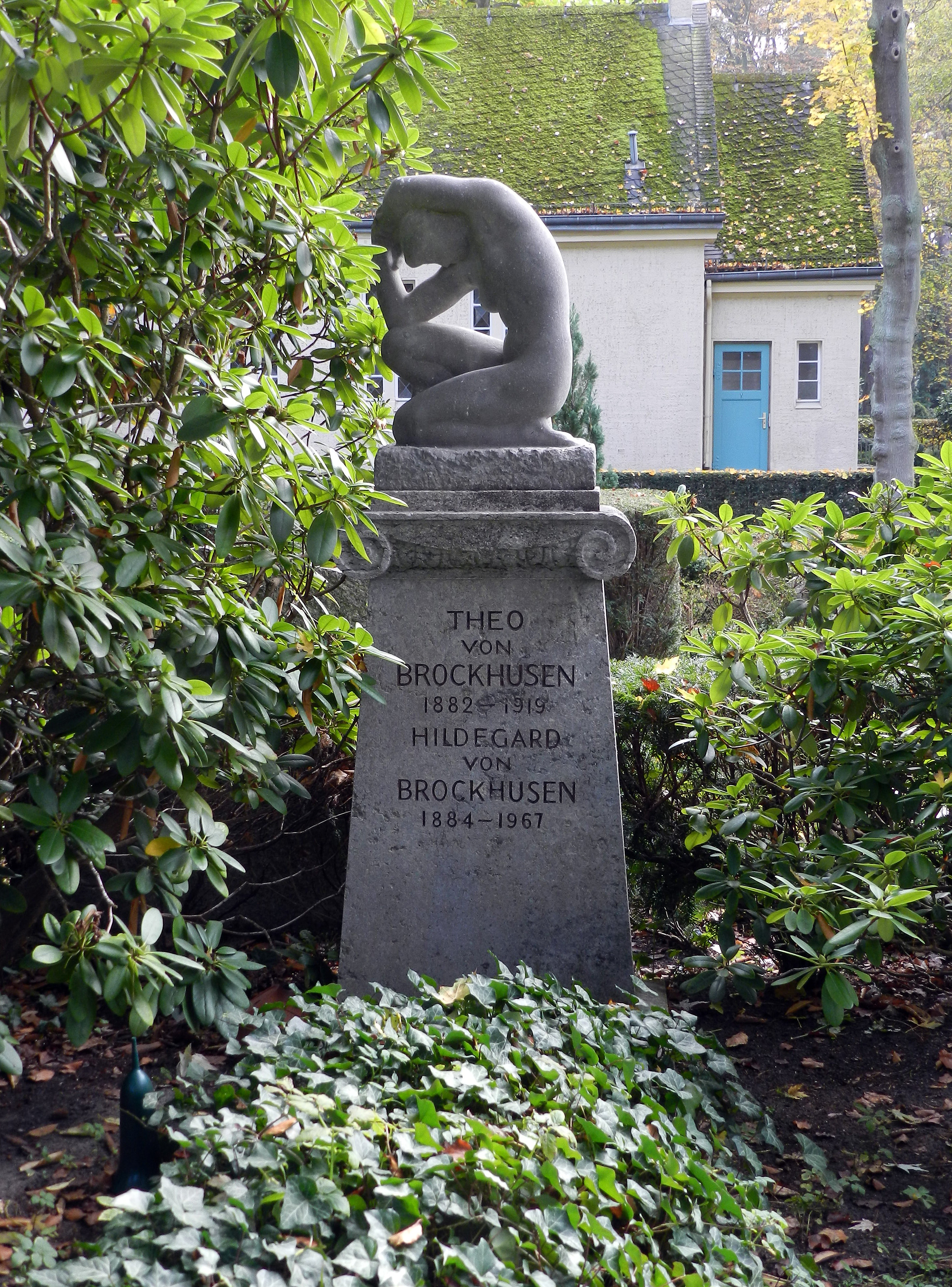
Grabstätte

Brockhusen studierte von 1897/98 bis 1903 Malerei bei Max Schmidt, Ludwig Dettmann und Olof Jernberg (1855–1935) an der Kunstakademie in Königsberg. In Ostpreußen entstanden unter dem Einfluss von Dettmann erste Landschaftsbilder in freier Natur. 1904 siedelte er nach Berlin über, wo er 1906 der Berliner Secession beitrat. Bis 1913 gehörte er dieser Künstlervereinigung an, 1912/13 als Mitglied des Vorstandes. Seinen regelmäßigen Ausstellungen in der Secession folgten weitere Präsentationen in Dresden, Düsseldorf, Bremen und Weimar. Der Kunsthändler Paul Cassirer arbeitete ab 1906 mit Brockhusen zusammen und unterstützte den meist mittellosen Künstler finanziell. Brockhusen übergab Cassirer nahezu seine gesamte Produktion, bis er 1915 den Vertrag mit dem Galeristen kündigte.
1906 reiste Brockhusen zu Studienaufenthalten nach Paris und London sowie anschließend in den belgischen Badeort Knokke. Hierher kehrte er auch in den Jahren 1907 und 1908 zurück. 1909 besuchte er das Nordseebad Nieuwpoort. Von Max Liebermann beeinflusst, entstanden in dieser Zeit Gemälde mit Dünenlandschaften der belgischen und holländischen Küste und Motive des Strandlebens im Stil des Impressionismus. Zudem verbrachte er ab 1907 die Sommermonate jährlich in Baumgartenbrück am Schwielowsee. Die dort und später auch in Seelow entstandenen Landschaftsbilder variieren das Motiv der märkischen Landschaft im Wechsel der Tages- und Jahreszeiten.
Im Jahr der Heirat mit Hildegart Bothe, 1909, reiste Brockhusen erneut nach Paris. In der Folgezeit setzte er sich intensiv mit dem Werk von Vincent van Gogh auseinander. Hierbei übernahm er die leuchtenden Farben und die expressive Pinselführung des Niederländers und übertrug sie auf die eigenen, in der Mark Brandenburg entstandenen Gemälde. Anerkennung erhielt er 1910 durch die Verleihung des Kunstpreises der Stadt Berlin, 1912 gefolgt durch den Villa-Romana-Preis, der ihm 1913 einen sechsmonatigen Florenzaufenthalt ermöglichte. In dieser Zeit entstanden Landschaftsbilder mit religiösen Themen.
Nach seiner Rückkehr nach Berlin gehörte er zu den Gründungsmitgliedern der Freien Secession, zu deren Vorstand er gehörte und der er 1918/19 als Präsident vorstand. Von 1914 bis 1918 gehörte er darüber hinaus dem Klein-Kurener Kreis in der Künstlerkolonie Nidden im heute litauischen Nida an. Neben Brockhusen zählten zu dieser Gruppe die Maler Waldemar Rösler, Artur Degner (1888–1972), Alfred Partikel (1888–1945) und Franz Domscheit, die während ihres Aufenthaltes an der Ostsee in der freien Natur Landschaftsgemälde schufen.
Theo von Brockhusen starb am 20. April 1919 im Alter von 36 Jahren in seiner charlottenburger Wohnung am Kurfürstendamm 37. Sein Grab befindet sich in der Abt. A, Fam.-St.46 auf dem Evangelischen Kirchhof Nikolassee in Berlin. Es war bis zum Jahr 2014 als Ehrengrab in Berlin gewidmet. Sein Grabmal mit einem Stelenstein mit weiblichem Akt schuf der Bildhauer Fritz Klimsch. Brockhusen hinterließ ein Gesamtwerk von etwa 200 Gemälden sowie einige Zeichnungen, Lithographien und Radierungen. Einige seiner Gemälde befinden sich in öffentlichen Sammlungen, wie der Stiftung Stadtmuseum Berlin, dem Sprengel Museum Hannover, der Kunsthalle zu Kiel und dem Kunstforum Ostdeutsche Galerie in Regensburg.

## Einzelnachweis
1. 1 2  StA Charlottenburg I, Sterbeurkunde Nr. 459/1919

| Personendaten    | Personendaten                          |
| ---------------- | -------------------------------------- |
| NAME             | Brockhusen, Theo von                   |
| ALTERNATIVNAMEN  | Brockhusen, Theodor Adolf Hillmann von |
| KURZBESCHREIBUNG | deutscher Maler                        |
| GEBURTSDATUM     | 16. Juli 1882                          |
| GEBURTSORT       | Marggrabowa                            |
| STERBEDATUM      | 20. April 1919                         |
| STERBEORT        | Charlottenburg                         |